# Frank Sinatra
Francis Albert Sinatra (Hoboken  (New Jersey), 12. prosinca 1915. – Los Angeles, 14. svibnja 1998.), američki pjevač i glumac.
Sinatra je bio živuće utjelovljenje američkog "Showmana", ali i prilično kontroverzna osoba izvan pozornice. Sin talijanskog emigranta, rođen je u radničkoj obitelji. Kao mladić počinje se baviti glazbom, prvo u maloj skupini, a zatim samostalno. Postepeno niže uspjehe i privlači milijune djevojaka. No, procvat rocka zadaje ozbiljan udarac njegovoj karijeri.
Sinatra tada kreće u filmske vode i dobiva ulogu u filmu Odavde do vječnosti, za koju osvaja Oscara za najbolju sporednu ulogu 1953. godine. Od tada se paralelno bavi glumačkim i pjevačkim poslom .Nastupio je u 58 filmova. Poput prave "zvijezde" čitavog je života punio stranice žutog tiska svojim brakovima, avanturama, navodnim vezama s mafijom i svojom sklonošću alkoholu. Autor je stotinjak albuma, a s više od 150 milijuna snimaka diljem svijeta svrstan je među najpopularnije te najbolje prodavane glazbenike u povijesti, a američki glazbeni kritičar Robert Christgau nazvao ga je "najvećim pjevačem 20. stoljeća."

## Životopis

### Rano doba
Francis Albert Sinatra rodio se 12. prosinca 1915. u Hobokenu u američkoj saveznoj državi New Jersey. Sin jedinac roditelja Talijana, Anthonyja Martina Sinatre i Natalie Garaventi, nosio je kao malo dijete odjeću roza boje koju je majka kupila prije rođenja nadavši se kćerki. Mladog su Francisa već od malih nogu roditelji prilično razmazili. Otac je bio vatrogasac, a majka, visoki dužnosnik demokratske stranke. Bila je ta koja je uvijek skrbila da Francis ima samo najljepše stvari za odjenuti te je uvijek i izgledao kao da je netom iz izloga izašao. Već je s 15 godina imao polovni auto, a s 15 je godina napustio srednju školu sa željom da postane sportski novinar. Kroz cijelo se svoje školovanje aktivno bavio svim sportovima, no posao novinara nije tako lako dobio, već je morao početi kao vozač kamiona za novine New Jersey Observer, te zatim i kao radnik u tiskari. Kad mu je urednik rekao da radnik u tiskari ne zna dovoljno da bi bio novinar, Francis je upisao večernju školu novinarstva gdje je učio engleski jezik, daktilografiju i hvatanje bilješki, te je nakon toga i uspio dobiti toliko željeni posao sportskog novinara. Sinatrina je najveća strast tijekom cijelog života bio boks i to onaj najčišći, ili možda najprljaviji, bez rukavica, ulični. Zasigurno je velikog utjecaja u tome imao i njegov otac, Anthony Martin, nekadašnji ulični boksač umjetničkog imena Marty O' Brien. Kad je bila riječ o pjevanju, Sinatra je bio potpuno samouk. Nikada nije poznavao note te se uvijek oslanjao samo na svoj odličan sluh i savršen osjećaj za ritam. Jedan od prvih pjevačkih uzora mladom Francisu bio je Bing Crosby te je nakon što ga je prvi put čuo rekao svojoj tadašnjoj djevojci, kasnije supruzi Nancy Barbato, kako pod svaku cijenu mora postati pjevač. Kao svoj najveći uzor do kraja života ipak je navodio Billie Holiday koju je u više navrata slušao u njujorškim klubovima 1930. Kako bi natjerao ljude da ga slušaju nastupao je na lokalnim natjecanjima amatera gdje su nagrade bile 10$ ili set posuđa, a u isto je vrijeme obilazio sve filmske studije u potrazi za prvim glumačkim angažmanom.

### Karijera
Nakon nekoliko kraćih pjevačkih angažmana, 1939. godine na jednoj je zabavi Sinatri prišao veliki Tommy Dorsey i upitao ga, je li zainteresiran za mjesto pjevača u njegovu big bandu, na što je Sinatra oduševljeno odgovorio kako već godinama pokušava pjevati kao što on svira trombon. Tako je započela vrlo plodna trogodišnja suradnja tijekom koje će si Sinatra priskrbiti i razuzdanu hordu mladih obožavatelja što mu je kasnije i omogućilo prelazak u solo vode. Veliki domoljub, Sinatra je zdušno htio služiti domovini, no u vojsku nije primljen zbog probušenog bubnjića kojeg je zaradio tijekom tučnjave u kojoj ga je jedan momak udario lancem bicikla po glavi. U veljači 1939. godine ženi ljubav svog djetinjstva Nancy Barbato koja će mu roditi sve troje djece – Franka mlađeg, Nancy i Christinu. U studenom 1946. izdavačka kuća Columbia Records objavljivala je jednu Sinatrinu ploču mjesečno, a još je fascinantnije to da su se u to vrijeme njegove ploče prodavale u 10 milijuna primjeraka godišnje. Pa ga je tako agencija za mlade talente koja se brinula za njegovu promociju reklamirala sloganom "The voice that thrilled millions", a novinari su mu u to vrijeme nadjenuli, danas općepoznati, nadimak "The Voice", odnosno Glas. Na vrhuncu slave 1945. godine, Sinatra osvaja i posebnu nagradu Američke filmske akademije za ulogu u filmu The house i live in, no otprilike od tada stvari se počinju kretati nizbrdo. Prvo su ga jedne novine prozvale da druguje s mafijaškim šefom Luckyjem Lucianom, a zatim ga je i čuveni Odbor za protuameričke aktivnosti optužio za suradnju s mafijom i komunistima, što je bio slučaj s velikim brojem javnih osoba u SAD-u tog vremena. Nakon što je udario novinara trač rubrike novina Hearst zbog toga što ga je nazvao "digićem", iste se novine obrušavaju na njega, a slijede otkazivanja koncerata u New Yorku te raskid ugovora s izdavačkom kućom Columbia. Uz sve to, veza s Avom Gardner postaje javni skandal pa se i Nancy rastaje od njega te nakon svih tih udaraca Sinatra 1949. u 34. godini života pada na samo dno.

### Filmske uloge i glazba
Iako su ga prijatelji pokušavali natjerati da se trgne, Sinatra sam je ipak bio taj koji je pokrenuo samog sebe. Pročitavši scenarij za Odavde do vječnosti (From here to eternity) uviđa da je uloga Maggia, malog Talijana koji odbija biti slomljen, kao stvorena za njega te odlazi do šefa Columbia Picturesa Henryja Cohna i uspijeva dobiti tu ulogu, koja mu donosi i Oscara. Iako je budžet od 8000$ koliko je dobio za taj film jako mala u odnosu na njegove ranije filmske honorare od 150 000$, taj je trenutak Sinatru vratio na tračnice s kojih do kraja svoje profesionalne karijere, pa i samoga života, neće silaziti. Zaredali su filmovi Guys and Dolls, The Tender Trap i The Man With The Golden Arm, a zatim i novi pjevački ugovor s izdavačkom kućom Capitol records. Njegovo pjevanje bilo je bolje no ikad, albumi se prodaju u milijunskim nakladama, a TV kuća NBC nudi mu i multimilijunski ugovor. U to vrijeme Sinatra se intenzivno druži s Kennedyjevima te i radi na promociji Johna F. Kennedyja tijekom njegove predsjedničke kampanje. Vođe demokratske stranke zabrinuti su zbog Sinatrinih navodnih mafijaških konakata, no ipak Kennedy postaje predsjednikom, a poznata je tadašnja Sinatrina mačo gesta kada je kao nagradu Kennedyju javno ponudio da dijele djevojku Judith Campbell Exner što je JFK i prihvatio. Kap koja je prelila čašu bilo je Sinatrino upoznavanje Exner s čikaškim mafijaškim šefom Samom Giancanom nakon čega je vodstvo demokratske stranke, odnosno obitelj Kennedy, odlučilo prekinuti sve odnose s Judith Exner, ali i sa Sinatrom. Nakon raskida veze s Avom Gardner Sinatra je ljubovao s Lauren Bacall, udovicom Humphreya Bogarta, južnoafričkom plesačicom Juliet Prowse, a 1966. godine ženi se i za 30 godina mlađu, 21-godišnju Miu Farrow no i od nje se već nakon 16 mjeseci rastaje. 11. srpnja 1976. godine ženi se za Barbaru Marx, bivšu ženu jednog od četvorice čuvene braće Marx, Zeppa Marxa, koja će ostati uz njega sve do smrti.

### 1970-e
Svoju je karijeru pokušao okončati 1971. kada je najavio povlačenje, no već 1973. vraća se novim albumom Ol Blue Eyes Is Back. 1980. Nastupio je pred 175.000 ljudi u Rio de Janeirou, što ga je dovelo i u Guinnesovu knjigu rekorda. Nemirni duh nije mu dao mira pa je i dugo nakon prvotne najave mirovine nastupao diljem svjetskih pozornica.

## Smrt
Frank Sinatra umro je od srčanog udara 14. svibnja 1998. godine u 22:50.

## Diskografija
- The Voice of Frank Sinatra (1946.)
- Songs by Sinatra (1947.)
- Christmas Songs by Sinatra (1948.)
- Frankly Sentimental (1949.)
- Dedicated to You (1950.)
- Sing and Dance with Frank Sinatra (1950.)
- Songs for Young Lovers (1954.)
- Swing Easy! (1954.)
- In the Wee Small Hours (1955.)
- Songs for Swingin' Lovers! (1956.)
- Close to You (1957.)
- A Swingin' Affair! (1957.)
- Where Are You? (1957.)
- A Jolly Christmas from Frank Sinatra (1957.)
- Come Fly with Me (1958.)
- Frank Sinatra Sings for Only the Lonely (1958.)
- Come Dance with Me! (1959.)
- No One Cares (1959.)
- Nice 'n' Easy (1960.)
- Sinatra's Swingin' Session!!! (1961.)
- Ring-a-Ding-Ding! (1961.)
- Come Swing with Me! (1961.)
- Swing Along With Me (1961.)
- I Remember Tommy (1961.)
- Sinatra and Strings (1962.)
- Point of No Return (1962.)
- Sinatra and Swingin' Brass (1962.)
- All Alone (1962.)
- Sinatra Sings Great Songs from Great Britain (1962.)
- Sinatra–Basie: An Historic Musical First s Countom Basiem (1962.)
- The Concert Sinatra (1963.)
- Sinatra's Sinatra (1963.)
- Sinatra Sings Days of Wine and Roses, Moon River, and Other Academy Award Winners (1964.)
- America, I Hear You Singing s Bingom Crosbyjem i Fredom Waringom (1964.)
- It Might as Well Be Swing s Countom Basiem (1964.)
- 12 Songs of Christmas s Bingom Crosbyjem i Fredom Waringom (1964.)
- Softly, as I Leave You (1964.)
- September of My Years (1965.)
- Sentimental Journey (1965.)
- My Kind of Broadway (1965.)
- A Man and His Music (1965.)
- Moonlight Sinatra (1966.)
- Strangers in the Night (1966.)
- That's Life (1966.)
- Francis Albert Sinatra & Antonio Carlos Jobim s Antoniom Carlosom Jobimom (1967.)
- The World We Knew (1967.)
- Francis A. & Edward K. s Dukeom Ellingtonom (1968.)
- The Sinatra Family Wish You a Merry Christmas s Frankom Sinatra Jr., Nancy Sinatra i Tinom Sinatra (1968.)
- Cycles (1968.)
- My Way (1969.)
- A Man Alone (1969.)
- Watertown (1970.)
- Sinatra & Company s Antoniom Carlosom Jobimom (1971.)
- Ol' Blue Eyes Is Back (1973.)
- Some Nice Things I've Missed (1974.)
- Trilogy: Past Present Future (1980.)
- She Shot Me Down (1981.)
- L.A. Is My Lady (1984.)
- Duets (1993.)
- Duets II (1994.)

## Zanimljivosti
Tijekom cijelog života nije podnosio žene koje puše i piju previše te one koje stavljaju previše parfema. Nije volio pečenu janjetinu, zelene salate, a od ljudi lažove i laskavce. Bio je naravno pravi domaćin, u skladu s talijanskim korijenima i odličan kuhar. Namjerno se izdavao za velikog ljubitelja zabava i puštao je da javnost misli kako se svaku večer vani provodi, a ustvari je najčešće bio kod kuće uz knjigu. Bio je veliki zaljubljenik u beletristiku i jako se zanimao za povijest. Imao je odlično oko za djela francuskog impresionizma. Bio je, što se kaže, "lažni cuger" – više je pričao o piću, no što ga je konzumirao. Držao je da je Lennonova i McCartneyjeva skladba "Yesterday" jedna od najboljih pjesama ikada napisanih te da je Sugar Ray Robinson najbolji boksač kojega je ikada imao prilike gledati. Omiljena zdravica bila mu je: "Da mi poživite do stote, i da posljednji glas koji budete čuli bude moj."
Kao što je njegov prijatelj Tony Bennett rekao: "Najveći nas je napustio, no njegov će Glas zauvijek živjeti."

## Vanjske poveznice

### Sestrinski projekti
|  | Zajednički poslužitelj ima još gradiva o temi Frank Sinatra |
|  | Wikicitati imaju zbirke citata o temi Frank Sinatra         |

### Mrežna sjedišta
- Službena stranica